# Асоціація митних брокерів України
Асоціація митних брокерів України — об'єднання підприємств, засноване в 1995 році.
Об'єднує юридичних осіб, які мають ліцензію митних органів України на здійснення митної брокерської діяльності або на право відкриття й експлуатації митного ліцензійного складу, а також інші підприємства й організації, заклади вищої освіти, діяльність яких пов'язана з митним оформленням товарів.

### Основні напрямки діяльності Асоціації:
- оперативне, регулярне та централізоване забезпечення членів Асоціації нормативними документами по митній справі та зовнішньоекономічній діяльності;
- захист прав і інтересів членів Асоціації в органах державної виконавчої влади;
- обмін досвідом роботи членів Асоціації, узагальнення пропозицій по вдосконаленню нормативної бази з питань діяльності митних брокерів, митних ліцензійних складів, спільне обговорення проектів нормативно-правових актів;
- забезпечення взаємодії з Державною митною службою України й іншими органами державної влади, які здійснюють регулювання зовнішньоекономічної діяльності;
- банк даних митних ліцензійних складів, митних брокерів — членів Асоціації, організація оперативного обміну інформацією між членами Асоціації, пошук нових клієнтів;
- соціально-правові й благодійні акції, спрямовані на вдосконалення ринку митних послуг і митної інфраструктури;
- допомога в вирішенні проблем членів Асоціації;
- реклама діяльності членів Асоціації, пошук для них потенційних клієнтів і партнерів як в Україні, так і за її межами;
- курси підготовки й підвищення кваліфікації осіб, уповноважених на декларування, декларантів, допомогу випускникам курсів у працевлаштуванні;
- банк вакансій (від підприємств, яким потрібні на роботу фахівці з митного оформлення);
- регіональні представники Асоціації: курси брокерів, лекції й семінари в різних регіонах України.

## Пільги для членів Асоціації
http://ambu.org.ua/about/ [Архівовано 19 січня 2021 у Wayback Machine.]
- безкоштовне навчання на курсах митних брокерів і декларантів;
- безкоштовна участь у семінарах і лекціях по підвищенню кваліфікації, які проводить Асоціація;
- знижки на придбання спеціального програмного забезпечення для митних брокерів і декларантів « MD-Office» і «QDPro»;
- знижки на придбання літератури по митній справі, що закуповує Асоціація;
- знижки на підписку журналу «Митний брокер» і розміщення в ньому реклами;
- знижка на експертні послуги ДП «Укрпромзовнішекспертиза»;
- можливість розміщувати інформацію про компанію її діяльність та послуги на сайті Асоціації в мережі Інтернет;
- інші пільги та переваги, визначені Статутом Асоціації та Тимчасовим порядком асоційованого членства в Асоціації.

### Умови членства в Асоціації
- виконання вимог Статуту Асоціації,
- сплата вступного й щомісячного внесків.

### Для вступу подаються
- заява юридичної особи до Правління Асоціації за підписом керівника, щодо вступу;
- для митних брокерів і власників митних ліцензійних складів — ксерокопія Ліцензії Міністерства доходів і зборів України на провадження посередницької діяльності митного брокера або на відкриття та експлуатацію митного складу;
- копія свідоцтва про державну реєстрацію підприємства.

### Завдяки членству в Асоціації учасники отримують
- сертифікат члена (асоційованого члена) Асоціації митних брокерів України;
- право на використання логотипу та/або фірмового знаку Асоціації на своїх бланках, візитних картках, тощо;
- можливість розміщувати інформацію про компанію її діяльність та послуги на сайті Асоціації в мережі Інтернет
- право на безкоштовне навчання на курсах митних брокерів і декларантів;
- право набезкоштовну участь у семінарах і лекціях по підвищенню кваліфікації, які проводить Асоціація;
- знижки на придбання спеціального програмного забезпечення для митних брокерів і декларантів «MD-Office» і «QDPro»;
- знижки на придбання літератури по митній справі, що закуповує Асоціація;
- знижки на підписку журналу «Митний брокер» і розміщення в ньому реклами;
- знижки на експертні послуги ДП «Укрпромзовнішекспертиза»;
- право брати участь від імені Асоціації у роботі консультативно-дорадчих органів, створених при центральних та місцевих органах виконавчої влади;
- можливість брати участь у формуванні та реалізації державної політики через представників Асоціації у консультативно-дорадчих органах (громадських радах, громадських колегіях, радах підприємців тощо), створених при органах законодавчої та виконавчої влади;
- інші пільги та переваги, визначені Статутом Асоціації.

## Мета діяльності
Координація господарської діяльності в інтересах митних брокерів, декларантів, власників митних ліцензійних складів — членів Асоціації, надання їм безкоштовної правової і юридичної допомоги, інформаційної підтримки, пов'язаної з митним оформленням товарів.

## Члени
Станом на січень 2013 рік членами АМБУ є понад 90 підприємств.